# Norgesmesterskapet 1902
La Norgesmesterskapet 1902 fu la prima edizione della coppa norvegese. Il torneo era a inviti e solo cinque squadre parteciparono al torneo.

## Incontri

### Primo turno
| Squadra 1        | Risultato | Squadra 2     |
| ---------------- | --------- | ------------- |
| 1º giugno 1902   |           |               |
| Grane Nordstrand | 10–0      | Porsgrunds FC |
| Lyn              | 0–2       | Spring        |

- Odd passa automaticamente il turno.

### Semifinale
| Squadra 1        | Risultato | Squadra 2 |
| ---------------- | --------- | --------- |
| 15 giugno 1902   |           |           |
| Grane Nordstrand | 4–0       | Spring    |

- Odd passa direttamente il turno.

### Finale
| Arbitro: | Bredo Larsen (Lyn) |

|                |           |  |
| Thune-Larsen , | Marcatori |  |